# 가타마치선
가타마치선(일본어: 片町線, かたまちせん 카타마치센[*])은 일본 교토부 기즈가와시의 기즈역에서 오사카부 오사카시의 교바시역까지를 잇는 서일본 여객철도의 철도 노선이다. 애칭은 갓켄토시 선(学研都市線,がっけんとしせん)이다. 이 외에 통칭 조토 화물선으로 불리는 시기노 - 스이타 간 및 쇼가쿠지 신호장 - 히라노 간의 화물 지선을 가진다. 전 노선이 오사카 근교 구간이며, 나가오 - 교바시 간이 전철특정구간에 포함된다. 라인 컬러는 원래 황록색(■)이었으나 직통운전으로 인해 하나의 노선이나 다름 없는 JR 도자이 선과 동일한 진분홍색 (■)으로 2014년에 변경되었다.
교바시 ~ 마쓰이야마테 구간은 JR 도자이 선 및 JR 고베 선 (~니시아카시)과 직결 운행하고 있다.

## 노선 정보
- 노선 거리(영업 거리):
  - 서일본 여객철도 (제 1종 철도 사업자)
    - 기즈 - 교바시 간 44.8km
    - 시기노 - 스이타 간 9.1km
    - 쇼가쿠지 신호장 - 히라노 간 1.5km

  - 일본화물철도 (제 2종 철도 사업자)
    - 도쿠안 - 시기노 간 (3.4km)
    - 시기노 - 스이타 간 (9.1km)
    - 쇼가쿠지 신호장 - 히라노 간 (1.5km)
- 궤간 : 1067mm
- 역 수 : 24개 역（기종점역 포함, 화물지선 제외）
- 복선 구간 : 마쓰이야마테 - 교바시 간
- 전철화 구간 : 쇼가쿠지 신호장 - 히라노 구간을 제외한 전 구간（직류 1500V）
- 폐색 방식
  - 기즈 - JR 미야마키 : 자동폐색(특수)
  - JR 미야마키 - 마쓰이야마테 : 단선자동폐색
  - 마쓰이야마테 - 교바시 : 복선자동폐색
- 보안 장치 : 기즈 - 교타나베 간 ATS-SW, 교타나베 - 교바시 간 ATS-P
(2011년도 중 전 구간 ATS-P로 통일 예정)
- 영업최고속도 : 110km/h
- 운전 지령소 : 신오사카 종합 지령소
- 보선 구역 : 기즈 - 호시다 간 (야마토지 선 보선구), 호시다 - 교바시 간(덴노지 보선구)

※전 구간이 JR 서일본 오사카 지사의 직할에 있다.

## 개요
서일본 여객철도의 어번 네트워크의 한 축을 이루는 노선이다. 이코마 산지의 북단을 돌아 오사카부 북부 지역의 각 도시나 교토부 남부의 넓은 주택지와 오사카·한신 방면에의 통근·통학 노선 역할을 수행하고룹 있다. 또 학연도시선(일본어: 学研都市線, がっけんとしせん 갓켄토시센[*])이라는 애칭대로 간사이 문화학술연구도시 다나베 지구의 연계 철도 노선 역할을 하고 있다.
정식 노선명인 가타마치 선은 작명 당시 종점이 오사카시내의 가타마치역이었던 것에서 유래했지만, 가타마치 역은 JR 도자이 선의 개업과 동시에 가까이에 오사카 성 키타즈메 역이 개업하면서 폐역되고 교바시역까지 노선이 연장되었음에도 불구하고 여전히 정식 노선 명칭은 변경되지 않고 있다.
간사이의 국철 (지금의 JR)선에서는 처음으로 전철화되었으며, 무사시노 선 (현재는 동일본 여객철도 소속) 다음으로, 일본국유철도 노선 중에서는 두 번째로 자동개찰기가 채용된 노선이기도 하다.
여객 영업 구간의 전 구간이 오사카시 근교 구간에 포함된다. 또, 나가오 ~ 교바시 간이 전차특정구간에 포함된다. 모든 역이 교통 카드로서 이코카 및 제휴 IC 카드의 이용이 가능하다.

### 조토 화물선의 여객화

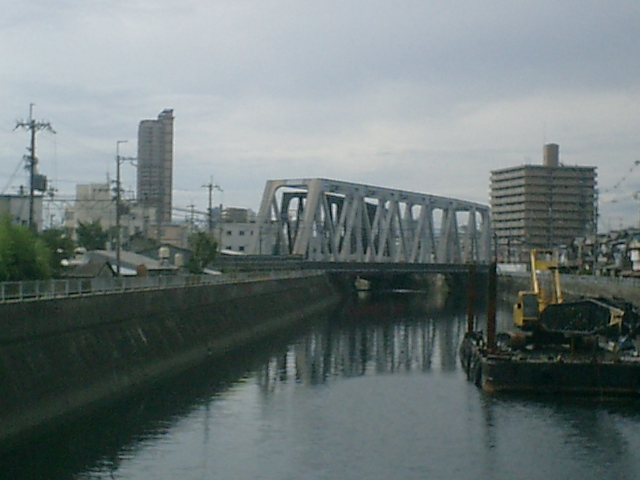
하나테 역에서 모리노미야 전차구 하나텐 파출소로 연장된 철교 (오사카히가시 선 규호지 방면에서 촬영

조토 화물선(일본어: 城東貨物線 조우토우카모쓰센[*])은 일본화물철도 소속 화물 열차가 운행되어왔지만, 그중 시기노역 ~ 스이타 역 부근 간은 제3섹터 (제3종 사업자) 회사인 오사카 외환상 철도에 의한 오사카히가시 선으로서의 여객 노선화를 위한 공사가 진행되고 있다. 2008년 3월 15일에는 조토 화물선의 일부였던 남쪽의 하나텐 ~ 규호지 간이 우선 영업을 개시하였다. 당초 2006년에 신오사카 ~ 규호지 전 구간의 개업이 예정되어 있었지만 용지 매수의 난항이나 신오사카 부근에 있는 '열리지 않는 건널목'으로 인한 사고의 우려 등으로 인하여 아직 착공조치 하지 않은 상태이다.

## 연선 개황
교토부 내에서는 거의 전 구간이 단선이다. 간사이 문화학술연구도시의 연선이기 때문에 최근에는 이용자가 증가하여 현재 기즈 ~ 교타나베 간 전 역의 개량 공사가 이루어지고 있다.
교토부 남단에 위치한 가타마치 선의 기점인 기즈 역에서는 1번선만 사용하고 있다. 기즈 역에서 나온 직후, 교바시 방면 전방의 큰 좌경(左傾) 커브와 주택지 사이의 커브를 거치면 오른쪽에만 승강장이 있는 니시키즈역과, 그 전방의 우경 커브를 거쳐 긴키 닛폰 철도 교토 선을 아래로 지나간 다음에는 긴키 닛폰 철도선과 병주하면서 엇갈림 설비가 있는 호소노역에 도착한다. 좌측에 승강장이 있는 시모코마역을 지나면 오른쪽에는 긴테쓰 사이다이지 검차구 미야즈 차고가 넓게 펼쳐 있어, 그 종단에 해당하는 엇갈림 설비를 가진 JR 미야마키 역, 이어서 도시샤 대학 교타나베 캔버스에서 가장 가까운 역인 도시샤 앞역, 덴쇼가와 강을 건너는 교타나베역에서 모든 열차의 병결·분리가 진행되는데, 이는 교타나베 역 이남에서는 4량 편성으로밖에 운전할 수 없기 때문이다.
교타나베를 지나면 다시 덴쇼가와 강을 건너, 게이나와 자동차도와의 교차부에 오스미역, 좌·우경 커브를 지나면서 점점 주택지가 많아져, 굴착역인 마쓰이야마테역에 도착한다. 마쓰이야마테 역은 가타마치 선에서는 가장 최근에 지어진 역으로, 역 주변의 뉴타운 개발에 수반해 개업하였다. 마쓰이야마테부터는 복선으로, 교바시·니시아카시 방면에서의 보통 열차가 이 곳에서 회차하기 때문에 인상선 (끌어올림선)도 1개 설치되어 있다. 제2 게이한 도로를 넘으면서 오사카부로 진입한다.
오사카부 내는 시조나와테역까지 이코마 산지의 북측에서 서측으로 달려 선로를 바꾸어 서진한다. 오사카부에 들어가면 바로 나가오역, 후지사카역에 도착한다. 쓰다역에서는 섬식 2면 4선의 용지가 확보되어 있지만 실제로 건설된 곳은 내선의 2선과 보선 기지를 위한 동측의 1선 뿐이다. 게이한 전기 철도 가타노 선과의 환승역인 가와치이와후네역을 지나면 고가 역인 호시다역, 고가에서 다시 지상선으로 내려와 굴착역인 히가시네야가와 역에 도착하여, 다시 주택지가 많이 보이면서 고가선으로 올라와 시노부가오카 역, 다시 고가를 내려와 지상역인 2면 4선의 시조나와테역에 도착하게 된다. 시조나와테 역은 교바시 방면에서의 열차가 어떤 승강장에서든 방향 전환을 할 수 있도록 설계된 역으로서, 출퇴근 시간대에는 시조나와테 역 발착의 열차가 다수 설정되어 있다.
이어서 노자키역은 지겐지의 노자키 관음상에서 가장 가까운 역으로, 참배길은 상점가가 형성되어 있다. 반경이 큰 우경 커브를 거쳐 온지가와 강을 건너, 2면 4선의 고가역인 스미노도역, 고노이케신덴역을 지나 지상선으로 다시 내려와 도쿠안역을 거쳐 다시 반경이 큰 우경 커브를 지나 하행선은 오사카히가시 선을 위로 지나기 위해 고가가 되어 하나텐역에 도착하는데 그 고가선에서는 모리노미야 전차구 하나텐 전차구를 볼 수 있다. 하나텐역에서는 오사카히가시 선과 합류하여, 규호지 방면에서 운행하는 직통 쾌속으로 갈아탈 수 있다. 이어서 시기노역은 커브 구간에 승강장이 있어, 위험 방지를 위해 역무원이 종일 승강장에 상주하고 있다. 좌경 커브를 지나 가타마치 선의 현재 종점인 교바시역에 도착한다. 덧붙여 일부 회차 열차를 제외한 대부분의 열차가 여기서 JR 도자이 선으로 직통한다.

## 운행
1989년에 기즈역 ~ 나가오역 간이 전철화 될 때까지 나가오 역에서 운전 계통이 갈려 기즈 역 ~ 나가오 역 간은 기동차가 운행되었다.
JR 도자이 선 개업 후에는 JR 도자이 선과 일체적인 운행 형태로 짜여지게 되어 후쿠치야마 선 (JR 다카라즈카 선) 다카라즈카역·신산다역·사사야마구치역 방면과 JR 고베 선 산노미야역·니시아카시역 방면과 직결 운행이 이루어지고 있다. 보통 열차나 쾌속 열차 이외에는 출퇴근 시간대, 심야에는 구간 쾌속이 운전되고 있다. JR 도자이 선 내에서는 모든 열차가 각 역에 정차한다.
오사카히가시 선을 경유해 운전되고 있는 직통 쾌속을 제외한 전 열차가 7량 편성으로운행되고 있지만 교타나베역 이남에서는 4량 편성으로 운전되고 있다. 이 때문에 교타나베 역에서 차량의 병결 및 분리가 이루어지고 있다. 207계의 양산차에 4량 편성과 3량 편성이 있는 것은 이러한 운용 방식을 고려한 것이다. 2010년 3월 13일에 이루어질 다이아 개정에 맞추어 기즈 역 ~ 도시샤 앞역 간의 승강장 연장이 완료되므로 전 구간의 7량 편성 운행이 예정되어 있다.
| 종별/역명         | 종별/역명 | 기즈 | …   | 도시샤 앞 | 도시샤 앞 | …   | 마쓰이야마테 | 마쓰이야마테 | …   | 교바시 |
| ----------------- | --------- | ---- | --- | --------- | --------- | --- | ------------ | ------------ | --- | ------ |
| 시간 당 운행 편수 | 쾌속      | 2편  | 2편 | 2편       | 2편       | 2편 | 2편          | 2편          | 2편 | 2편    |
| 시간 당 운행 편수 | 쾌속      |      | 2편 |           |           |     |              |              |     |        |
| 시간 당 운행 편수 | 보통      |      |     |           |           |     |              | 4편          | 4편 | 4편    |

### 쾌속
평일 아침 시간대와 심야에는 약 20분 간격으로 운전된다. 평일 아침 시간대에는 교바시 방면의 시조나와테역 이서 구간은 구간쾌속과 합쳐 6분 ~ 13분 간격으로 운전되어, 심야의 기즈 발 쾌속 교바시 행 1편을 제외한 전 열차가 JR 다카라즈카 선 신산다·사사야마구치 방면으로 직통한다. 대낮에 도시샤 앞역 또는 기즈역까지의 운전으로 도시샤 앞역까지는 15분 간격, 기즈 역 까지는 30분 간격으로 운행되고 있다. 조조·심야에는 기즈 역에서 간사이 본선 (야마토지 선)을 이용하여 나라역에 발착하는 열차가 3편 있지만 나라 선의 쾌속과는 다르게 나라야마역에 정차한다.
평상시에는 시조나와테역에서, 출퇴근 시간대에는 기본적으로 스미노도역에서 보통 열차와 완급 접속을 행한다. (2009년 3월 14일 시간표 개정 시점 현재)
쾌속 열차는 1989년 3월부터 본격 운행을 시작하여 당초에는 평일에만 상행 1편, 하행 3편이 운전되어 정차역은 나가오, [[시조나와테 역], 스미노도역, 하나텐역, 교바시역, 가타마치 역이었다. 첫 1년 간은 전 구간 3량 편성으로 운전되었지만, 수요가 폭증하자 1990년 3월부터 4량 편성으로 증결되었다. 1997년 3월에 JR 도자이 선과 직결 운행할 때까지 아침의 도시샤 대학에의 통학용 목적으로 가타마치 역 시발 도시샤 앞역 행 (7량 편성으로 운전되어 마쓰이야마테역에서 3량 편성이 분리) 열차가 2편 운행된 것을 제외하고, 아침 출근 시간대 쾌속 열차는 운행되지 않고, 대낮에 1시간 3편 (도시샤 앞역 ~ 기즈 역 간은 40분간격), 저녁 이후에도 4량 편성으로 1시간 4편이 운행되고 있다.

### 직통 쾌속
오사카히가시 선이 부분 개업한 2008년 3월 15일부터 나라역 ~ 아마가사키 역 간에 간사이 본선 (야마토지 선)·오사카히가시 선을 경유하는 직통쾌속 열차가 출퇴근 시간대에 운행되고 있다. 운행편수는 아침에 나라 발 아마가사키 행 4편, 저녁에 아마가사키 발 나라 행 4편이다. 차량은 207계와 321계로, 7량 편성으로 운행되고 있다.

### 구간 쾌속
교바시 방면 행은 조조와 아침 출근 시간대에, 기즈 방면은 저녁 퇴근 시간대와 심야에 운전되고 있다. 교바시 역 ~ 시조나와테역 간이 쾌속 구간으로, 시조나와테역 이후부터는 각 역에 정차한다. 조조에는 기본적으로 나라 역·기즈 역 시발이지만 출퇴근 시간대·심야에는 도시샤 앞역·교타나베역·마쓰이야마테역 발착 열차도 있다. JR 다카라즈카 선·JR 고베 선에서는 구간 쾌속이 설정되어 있지 않기 때문에, 상행선은 아마가사키 역에서 쾌속에서 구간 쾌속으로, 하행선은 교바시 역에서 구간 쾌속에서 보통으로 종별이 바뀐다. 2010년 3월 13일의 시간표 개정부터 일부 보통·쾌속을 치환하여 증편할 예정으로, 토요·휴일 시간표에는 대낮에도 운전되게 된다.

### 보통
대부분의 열차가 JR 고베 선 산노미야역·니시아카시역 방면과 직통운전하고 있어, 대낮에는 마쓰이야마테역 ~ 니시아카시역 간이 매시 4편 운전되고 있다. 아침 출근 시간대에는 가코가와역 시발 보통 열차나 JR 다카라즈카 선에의 직통 운전을 행하는 것 이외에 교바시역·하나텐역·시조나와테역 발착의 열차가 설정되어 있어, 저녁에서 밤에 걸친 니시아카시 행의 시조나와테역 시발 열차가 운행되고 있다. 조조와 오후 11시대의 막차만 기즈역 착발이 설정되어 있다. 2006년 3월 17일까지는 나가오 행이 설정되어 있었다.

## 사용 차량
어번 네트워크 내의 노선 중 가장 후미진 노선으로 전 구간의 열차 좌석이 2008년 3월 14일까지 롱 시트로 이루어져 있었다 (JR 도자이 선도 포함). 하나텐역 ~ 기즈역에선 3월 15일 이후에도 운행 열차 좌석이 모두 롱 시트로 운용되어 왔다. 아래의 차량 정보는 2009년 4월 현재를 기준으로 한다.
207계
- 모두 아보시 종합 차량소에 소속되어 아카시 품질 관리 센터에 배치되어 있다. F1편성으로 불리는 시제차 7량 편성 하나, 3량 편성 66개 (총 198량)[6]과 4량 편성 68개 272량으로 총 480량이 가타마치 선에서 운용되고 있다. F1편성은 321계와 공통 운용인 것에 반해 4량 편성과 3량 편성은 JR 고베·다카라즈카·교토·도자이·가타마치·비와코 선에서 공통 운용된다. 3량 편성은 교다나베 역 이동 구간에서는 운용되지 않는다. 4량 편성은 기즈역에서 간사이 본선 (야마토지 선)으로 연장 운행하여, 나라역까지 운용 (직통 쾌속으로 운용되진 않는다)된다.

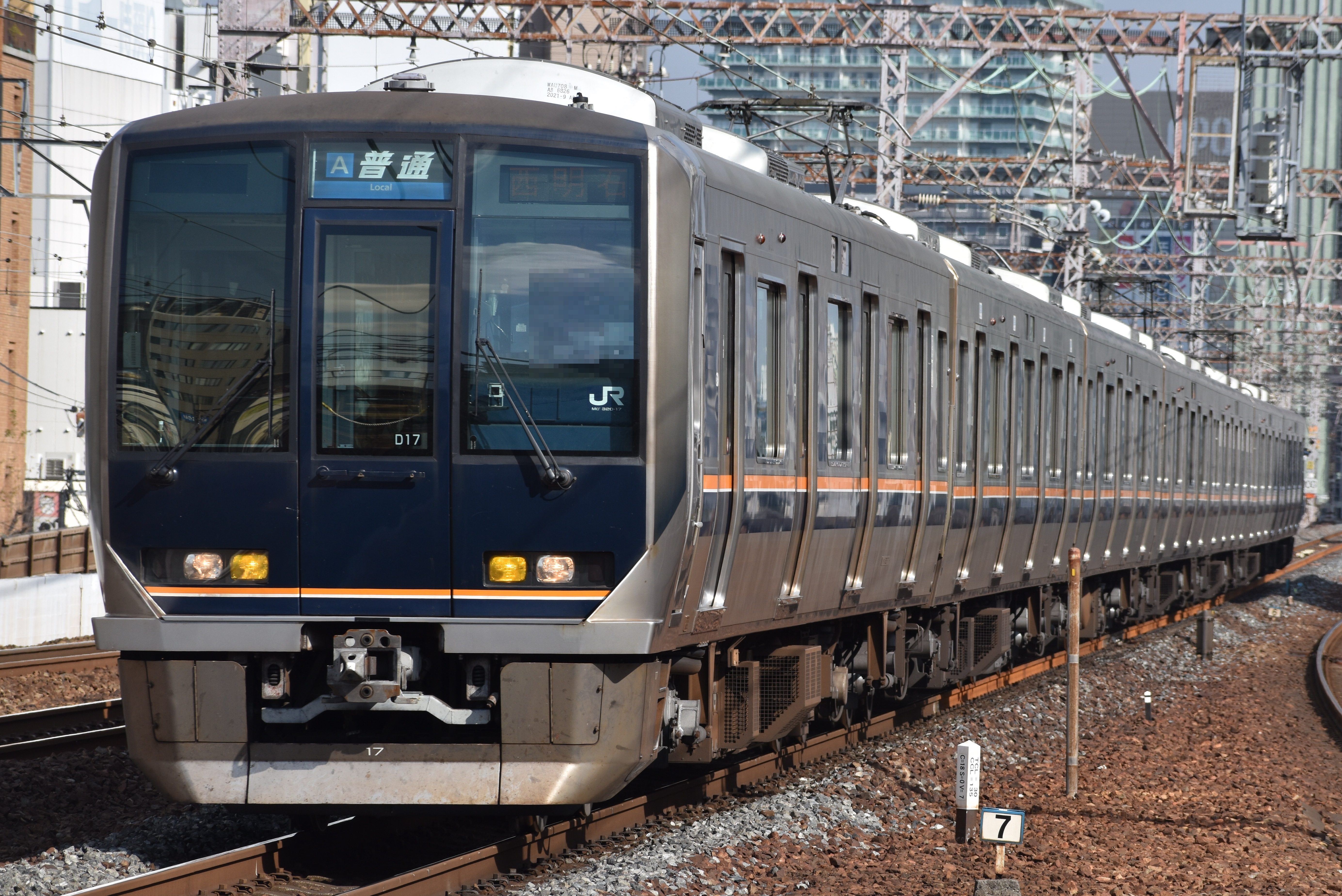

- 가타마치 선에서는 1991년 4월 30일부터 영업 운전을 개시했다. 최초에 투입된 것은 F1편성의 7량 고정 편성으로 양산차는 같은 해 12월부터 투입되었다. F1 편성은 2002년 3월 23일 시간표 개정에 따라 JR 도자이·가타마치 선의 운용에서 이탈되었지만 그 후 2005년 4월 25일 후쿠치야마 선 탈선 사고가 발생했을 때 일시적으로 복귀, 이듬 해 3월 18일의 시간표 개정 때부터 운용에서 재이탈되어 321계와 공통 운용하게 된 관계로 2008년 3월 3월 15일 개정 때 다시 입선하게 되는 등, 가타마치 선에의 입선과 이탈을 반복하고 있다.

321계
- 아보시 종합 차량소에 소속되어 아사키 품질 관리 센터에 배치되어 있다. 2008년 3월 14일부터 가타마치 선에서 운용을 개시하였다. 보통은 교바시 ~ 마쓰이야마테·교다나베 역 간의 구간 쾌속과 보통 열차로만 운행되지만 시간표에 이상이 발생할 시 예고 없이 쾌속에 충당되는 경우가 있다.

## 역사
가타마치 역 ~ 시조나와테역 간은 나니와 철도가 이코마 산지 북부의 가와치이모리 산(河內飯盛山) 서쪽 기슭에 있는 지겐지 노자키 관음상·시조나와테 신사에의 참배를 위한 철도로서 1895년에 개업되었다. 시조나와테 역 ~ 신키즈 역·기즈역 간은 그 당시 오사카 진출을 계획하고 있던 간사이 철도가 1897년에 나니와 철도와 합께 합병한 조카 철도에서 시조나와테 역 ~ 나가오역 ~ 기즈 역 간에 철도 부설 면허를 인양받아, 이듬 해에 개통된 구간이다.
간사이 철도는 아미시마 역 ~ 시조나와테역 ~ 신키즈 역 간을 메이한 연결을 위한 노선으로서 아미시마 역 ~ 나고야 역 간에 시조나와테 역을 경유하는 직통 열차를 운행했지만 1900년에 오사카 철도를 합병하여 메이한 연결 철도 노선을 덴노지역 경유로 바꾸고, 더욱이 가모 역 ~ 나라역 간을 다이부쓰 역 경유에서 기즈역 경유로 변경한 1907년 이후에는 기즈 역 ~ 사쿠라노미야 역·가탐치 역 간을 잇는 로컬 선으로 변모하였다. 같은 해 국유화되어 1909년에 기즈 역 ~ 사쿠라노미야 간을 사쿠라노미야 선, 하나텐역 ~ 가타마치 역 간을 가타마치선으로 정했지만 1913년 하나텐 역 ~ 사쿠라노미야 역 간이 폐지되어 기즈역 ~ 가타마치 역 간이 가타마치선이 되었다.
1932년, 시조나와테 ~ 가타마치 역 간이 간사이 지방의 철도 노선 중 최초로 전철화되어 (1929년에 개통한 전기 철도 노선인 한와 선은 당시 '한와전기철도'가 운영하고 있었음), 기즈 역 ~ 시조나와테 역 간에 C11형 증기 기관차가 견인하는 증기 기관차, 시조나와테 역 ~ 가타마치 역 간은 전동차가 운행되게 되었다. C11형 투입 이후 증기 기관차가 폐지될 때까지 오로지 C11형만이 객차 견인을 위한 기관차로서 시조나와테 역 이동 구간에서 쓰여졌다.
제2차 세계 대전 이전의 당시 가타마치 선의 특색으로서 제국 육군 오사카 포병 공창 (현재의 오사카 비즈니스 파크 부지에 있었음)와 연선에 설치된 공장, 화약고를 잇는 군수 운송이 있었다. 각 시설까지는 제국 육군의 전용선이 부설되어 있었다. (호시다역 ~ 고리 제작소·쓰다역 ~ 나카노미야 (긴야 화약고)·현재의 시모코마역 부근 ~ 호소노 탄약고의 3개 노선) 전후, 시설의 폐지에 의해 고리와 나카노미야에 이르는 전용선은 도로화되었지만 미군 및 자위대의 시설에 전용된 호소노의 전용선은 그 후에도 사용되어 현재에도 그 흔적이 남아있다. 또 고리 제작소는 1958년부터 고리 단지로 사용되어 전용선 흔적은 히라카타시, 가타노시도(市道)로 사용되고 있다. 나카노미야의 긴야 화약고는 고마쓰 제작소 오사카 공장으로 사용되어 1967년 10월부터는 일반 국도로 승격이 결정된 주요 지방도 미즈구치히라카타 선 (1970년 4월 1일에 국도 307호선으로 승격)의 우회 도로로 이용되고 있다.
전후인 1949년에는 시조나와테 ~ 가타마치 간 22분 간격, 소요 시간 34분이 20분 간격, 소요 시간 낮 22분, 출퇴근 시간대 24분 ~ 26분으로 단축되었다. 1950년에 나가오역 ~ 시조나와테 역 간이 전철화되어 비전철화 구간은 키하 41000형 기동차가 운행되기 시작하여 기차는 기즈 역 ~ 하나테 역 간 하루 2~3 왕복의 화물 열차로만 운행되게 되었다. (1972년 증기기관차 전부 폐지) 기즈 역 ~ 나가오 역 간은 기동차가 대낮 이후 1 ~ 2시 간 간격으로 운전되었을 뿐이지만 국철 말기에 증발되게 되었다. 민영화 후인 1989년에 기즈역 ~ 나가오역 간이 전철화되어 전 구간에 전동차가 운행되게 되었다.
1997년 JR 도자이 선이 개업하여 JR 다카라즈카 선·JR 도자이 선과의 운행이 개시되면서 교바시 ~ 가타마치 역 구간이 동시에 폐지되었다.

### 연표
이하에서 구간의 '폐지'는 특별히 명기한 내용이 없으면, 해당 역 및 신호장 간의 영업선 상의 폐지를 의미한다. 폐지일 이후에도 차량 기지로의 회송선으로서나 중복 구간이기 때문에 일부 구간에 선로가 남아있는 경우에는 그 취지를 명시했다.
- 1895년 8월 22일: 나니와 철도(浪速鉄道)에 의해 가타마치 역 ~ 시조나와테역 간이 개업. 전 구간 단선이었다.
- 1897년 2월 9일: 나니와 철도가 간사이 철도에 노선을 양도하였다.
- 1898년 4월 12일: 시조나와테역 ~ 나가오역 간이 개업하였다.
- 1898년 6월 4일: 나가오 역 ~ 신키즈 역 간이 연장 개업하였다. 동시에 다나베 역·호소노역·신키즈 역이 개업하였다.
- 1898년 7월 1일: 호시다역 개업.
- 1898년 9월 16일: 기즈역 ~ 신키즈 역 간이 연장 개업하여 현재의 나라 선인 나라 철도와 접속하게 되었다. 이와 동시에 기점을 가타마치 역에서 기즈 역으로 변경하였다.
- 1898년 11월 8일: 지선 하나텐역 ~ 네야가와 연락소 간이 개업.
- 1898년 11월 18일: 가모역 ~ 신키즈 역간, 네야가와 연락소 ~ 아미시마 역 간이 연장 개업. 나고야역 ~ 신키즈 역 ~ 아미시마 역 간이 본선이 되어 직통 열차 운행을 개시하였다.
- 1900년 6월 6일: 간사이 철도 계열인 오사카 철도 나라역 ~ 미나토마치 역 간이 본선으로 편입되어 가모 역 ~ 신키즈 역 ~ 아미시마 역 간이 지선이 되었다.
- 1907년 10월 1일: 간사이 철도 계열 전면 국유화로 일본국유철도 소속이 되었다.
- 1909년 10월 12일: 선로 명칭 제정으로 기즈 역 ~ 사쿠라노미야 간이 사쿠라노미야 선으로, 하나텐역 ~ 가타마치 역 간이 가타마치 선이 되었다.
- 1913년 11월 15일: 하나텐 역 ~ 사쿠라노미야 역 간이 폐지되어 기즈 역 ~ 가타마치 역 간이 가타마치 선이 되었다. 동시에 가타마치 역 교바시구치 승강장을 교바시역으로 통합하고, 아미시마 역 ~ 네야가와 연락소를 폐지하였다.
- 1927년 12월 10일: 하나텐역 ~ 시기노 신호장 간 복선화가 완료되었다.
- 1930년 4월 1일: 철도 거리 측량 단위를 마일에서 미터 및 킬로미터로 변경하였다.
- 1932년 12월 1일: 가타마치 역 ~ 시조나와테역 및 시기노 신호장 ~ 스이타 역이 전기 철도화되었다.
- 1933년 9월 1일: 시기노 신호장이 시기노역으로 승격되었다.
- 1935년 12월 2일: 가와치이와후네역이 개업하였다.
- 1950년 12월 15일: 나가오 역 ~ 시조나와테역 간이 전기 철도화되었다.
- 1952년 12월 1일: 니시키즈역, 시모코마역, 우에타나베 역, 오스미역이 개업하였다.
- 1953년 5월 1일: 시노부가오카역이 개업하였다.
- 1955년 1월 25일: 시기노역 ~ 가타마치 역 간이 복선화되었다.
- 1969년 2월 27일: 시조나와테역 ~ 스미노도역 간이 복선화되었다.
- 1969년 3월 22일: 스미노도역 ~ 도쿠안역이 복선화되었다.
- 1969년 3월 25일: 도쿠안 역 ~ 하나텐역이 복선화되었다.
- 1979년 10월 1일: 시조나와테역 ~ 나가오역 간이 복선화되었다. 후지사카역, 히가시네야가와 역이 개업하였다.
- 1986년 4월 1일: 도시샤 앞역이 개업하였다.
- 1987년 4월 1일: 민영화에 의해 노선 전체가 서일본 여객철도의 소속이 되었다. 또한, 일본화물철도가 일부 구간의 제2종 철도 사업자가 되었다. 기즈역 ~ 도쿠안역 간의 화물 영업이 폐지되었다. 하나텐역 ~ 야오역 간, 시기노역 ~ 스이타 역 간이 호적 상 여객 영업을 개시하였으나 실제로 운행되지는 않았다.
- 1988년 3월 13일: 애칭 갓켄토시 선(일본어: 学研都市線 학연도시선[*])의 사용이 개시되었으며, 출퇴근 시간대에 한해 쾌속 열차의 운행이 개시되었다.
- 1989년 3월 11일: 기즈역 ~ 나가오역 간이 전철화되었다. 또 오스미역 ~ 나가오역 간 사이에 마쓰이야마테역이 개업하여 마쓰이야마테 ~ 나가오 간이 복선화되었다. 또 이에 맞추어 쾌속 열차가 증편되었다.
- 1997년 3월 8일: JR 도자이 선 영업에 의해 후쿠치야마 선 및 도카이도·산오 본선과의 직통 운전을 개시하여, 가타마치 역이 폐지되었다. 또 다나베 역은 교타나베역으로, 우에타나베 역은 JR 미야마키 역으로 개칭되었다.
- 1999년 5월 10일: 구간 쾌속의 운행이 개시되었다.
- 2002년 3월 23일: 교토부 및 교토 부 교타나베시의 부담으로 교타나베 ~ 마쓰이야마테 간의 고속화 사업이 완성되었다. (오스미역에서 방향 교환 가능) 또 병결 및 분리역이 마쓰이야마테 역에서 교타나베역으로 변경되었으며, 호시다역이 쾌속 정차역이 되었다.
- 2008년 3월 15일: 오사카히가시 선의 개통으로 화물 지선 하나텐 역 ~ 야오역 간이 폐지되었다. 또 나라역 ~ 아마가사키 역 간에 '직통 쾌속'의 운전이 개시되었다.
- 2009년 7월 1일: 기즈역 ~ 교바시역간의 각 역 흡연 코너가 폐지되어 노선이 전면 금연화되었다.[7]
- 2010년 3월 13일: 기즈역 ~ 도시샤 앞역 간의 승강장 연장 사업 완성에 수반해 전 구간 7량 편성 운행이 예정되어 있다.[3]

## 역 목록
등급명의 구쾌는 구간쾌속 열차를, 직쾌는 직통쾌속 열차를 뜻한다.
| 역명           | 일어 역명 | 구 쾌 | 쾌 속 | 직 쾌                                        | 접속 노선                                                                                            | 역간 거리 | 영업 거리         | 소재지         | 소재지            |
| -------------- | --------- | ----- | ----- | -------------------------------------------- | --- | --------- | ----------------- | -------------- | ----------------- |
| 기즈           | 木津      | ●     | ●     |                                              | ■ 야마토지 선 ■ 나라 선                                                                              | -         | 0.0               | 교토부         | 기즈가와시        |
| 니시키즈       | 西木津    | ●     | ●     |                                              | 2.2                                                                                                  | 2.2       |                   | 교토부         | 기즈가와시        |
| 호소노         | 祝園      | ●     | ●     | 긴키 닛폰 철도 교토 선 (신호소노 역)         | 2.9                                                                                                  | 5.1       | 소라쿠군 세이카정 | 교토부         |                   |
| 시모코마       | 下狛      | ●     | ●     |                                              | 2.3                                                                                                  | 7.4       | 소라쿠군 세이카정 | 교토부         |                   |
| JR 미야마키    | JR三山木  | ●     | ●     |                                              | 2.0                                                                                                  | 9.4       | 교타나베시        | 교토부         |                   |
| 도시샤마에     | 同志社前  | ●     | ●     |                                              | 1.1                                                                                                  | 10.5      | 교타나베시        | 교토부         |                   |
| 교타나베       | 京田辺    | ●     | ●     | 긴키 닛폰 철도 교토 선 (신타나베 역)         | 1.9                                                                                                  | 12.4      | 교타나베시        | 교토부         |                   |
| 오스미         | 大住      | ●     | ●     |                                              | 2.1                                                                                                  | 14.5      | 교타나베시        | 교토부         |                   |
| 마쓰이야마테   | 松井山手  | ●     | ●     |                                              | 2.5                                                                                                  | 17.0      | 교타나베시        | 교토부         |                   |
| 나가오         | 長尾      | ●     | ●     |                                              | 1.6                                                                                                  | 18.6      | 오사카부          | 히라카타시     |                   |
| 후지사카       | 藤阪      | ●     | ｜    |                                              | 1.6                                                                                                  | 20.2      | 오사카부          | 히라카타시     |                   |
| 쓰다           | 津田      | ●     | ｜    |                                              | 1.6                                                                                                  | 21.8      | 오사카부          | 히라카타시     |                   |
| 가와치이와후네 | 河内磐船  | ●     | ●     | ■ 게이한 전기 철도 가타노 선 (가와치모리 역) | 3.2                                                                                                  | 25.0      | 오사카부          | 가타노시       |                   |
| 호시다         | 星田      | ●     | ●     |                                              | 2.1                                                                                                  | 27.1      | 오사카부          | 가타노시       |                   |
| 히가시네야가와 | 東寝屋川  | ●     | ｜    |                                              | 1.7                                                                                                  | 28.8      | 오사카부          | 네야가와시     |                   |
| 시노부가오카   | 忍ヶ丘    | ●     | ｜    |                                              | 1.3                                                                                                  | 30.1      | 오사카부          | 시조나와테시   |                   |
| 시조나와테     | 四条畷    | ●     | ●     |                                              | 1.9                                                                                                  | 32.0      | 오사카부          | 다이토시       |                   |
| 노자키         | 野崎      | ｜    | ｜    |                                              | 1.3                                                                                                  | 33.3      | 오사카부          | 다이토시       |                   |
| 스미노도       | 住道      | ●     | ●     |                                              | 2.2                                                                                                  | 35.5      | 오사카부          | 다이토시       |                   |
| 고노이케신덴   | 鴻池新田  | ｜    | ｜    |                                              | 2.4                                                                                                  | 37.9      | 오사카부          | 히가시오사카시 |                   |
| 도쿠안         | 徳庵      | ｜    | ｜    |                                              | 1.9                                                                                                  | 39.8      | 오사카부          | 히가시오사카시 |                   |
| 하나텐         | 放出      | ●     | ●     | ●                                            | ■ 오사카히가시 선                                                                                    | 1.8       | 오사카부          | 41.6           | 오사카시 쓰루미구 |
| 시기노         | 鴫野      | ｜    | ｜    | ｜                                           | 조토 화물선 (화물 지선) ■ 오사카 메트로 이마자토스지선                                               | 1.6       | 오사카부          | 43.2           | 오사카 시 조토구  |
| 교바시         | 京橋      | ●     | ●     | ●                                            | ■ 오사카 순환선 ■ JR 도자이 선 ■ 게이한 전기 철도 게이한 본선 ■ 오사카 메트로 나가호리쓰루미료쿠치선 | 1.6       | 오사카부          | 44.8           | 오사카 시 조토구  |

### 화물 지선
| 역명                    | 일어 역명               | 로마자 역명             | 접속 노선                    | 역간 거리               | 누적 거리               | 소재지                  | 소재지                  |
| 조토 화물 미나미 연락선 | 조토 화물 미나미 연락선 | 조토 화물 미나미 연락선 | 조토 화물 미나미 연락선      | 조토 화물 미나미 연락선 | 조토 화물 미나미 연락선 | 조토 화물 미나미 연락선 | 조토 화물 미나미 연락선 |
| ----------------------- | ----------------------- | ----------------------- | ---------------------------- | ----------------------- | ----------------------- | ----------------------- | ----------------------- |
| 쇼가쿠지 신호장         | 正覚寺信号場            | Shōgakuji               | 오사카히가시 선              | -                       | 0.0                     | 오사카부                | 오사카시 히라노구       |
| 히라노                  | 平野                    | Hirano                  | 간사이 본선 간사이 본선 지선 | 1.5                     | 1.5                     | 오사카부                | 오사카시 히라노구       |
| 조토 화물선             |                         |                         |                              |                         |                         |                         |                         |
| 하나텐                  | 放出                    | Hanaten                 | 가타마치 선 오사카히가시 선  | -                       | 0.0                     | 오사카부                | 오사카시 쓰루미구       |
| 시기노                  | 鴫野                    | Shigino                 | 가타마치 선                  | 1.6                     | 1.6                     | 오사카부                | 오사카시 조토구         |
| 스이타                  | 吹田                    | Suita                   | 도카이도 본선                | 9.1                     | 10.7                    | 오사카부                | 스이타시                |

## 같이 보기
- 어번 네트워크